# Streekmuseum Goeree-Overflakkee

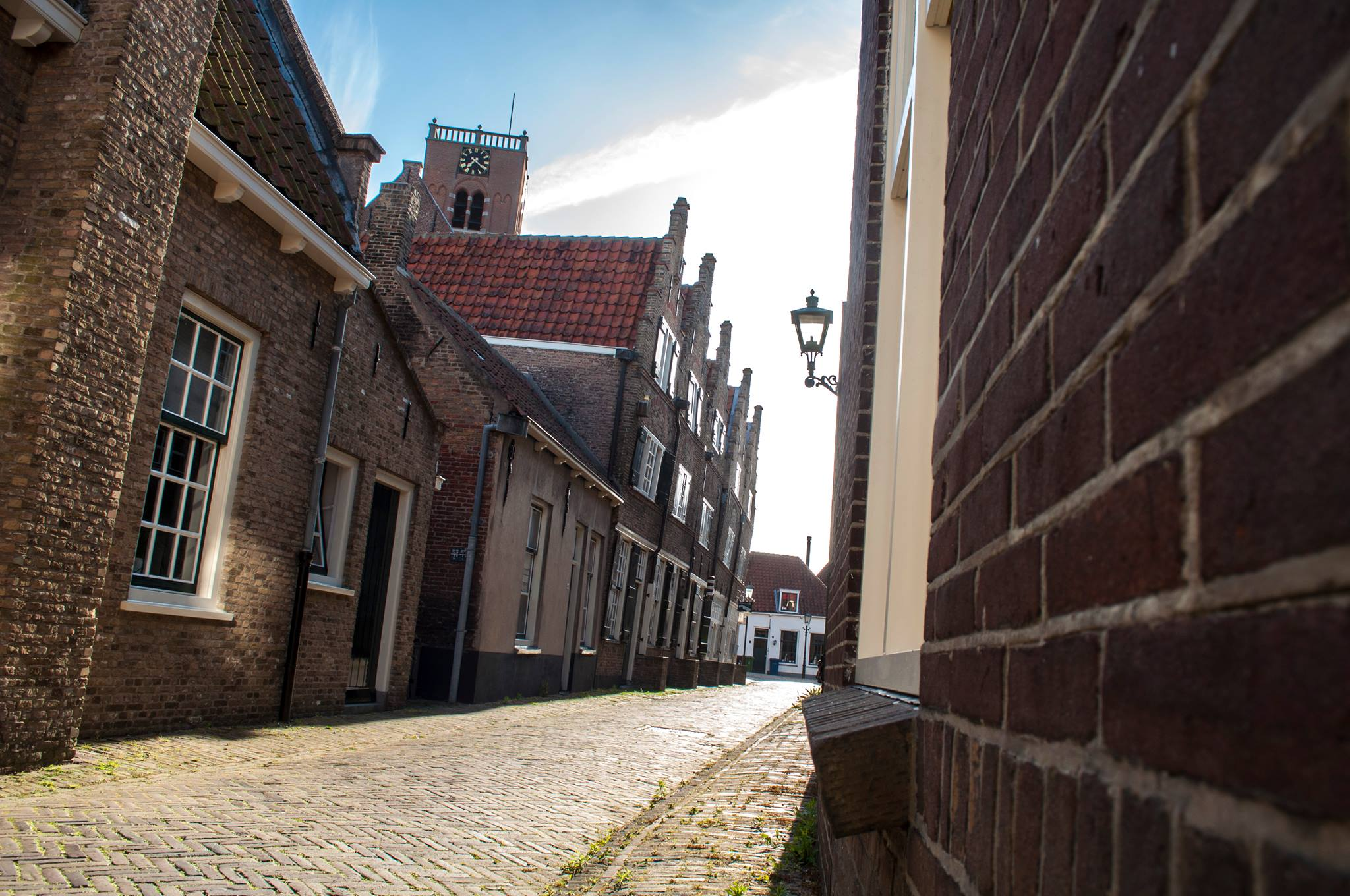
Das Heimatmuseum Goeree-Overflakkee

Das Streekmuseum Goeree-Overflakkee (deutsch Heimatmuseum Goeree-Overflakkee) befindet sich innerhalb von sieben altholländischen Häusern aus dem 17. Jahrhundert im alten Zentrum des Dorfes Sommelsdijk. Die Häuser sind untereinander verbunden. Das Museum besitzt 19 Abteilungen und veranstaltet jährlich eine Ausstellung. 
Verschiedene Facetten der Arbeit und des Alltagslebens auf der Insel Goeree-Overflakkee sind übersichtlich ausgestellt. Die Sammlung besitzt Gegenstände aus dem 1. Jahrhundert nach Christi Geburt. Es gibt eine komplette Wohnung, ein Klassenzimmer und einen kleinen Laden von etwa 1900. Die Abteilungen Fischerei und Ackerbau zeigen Erwerbsquellen von damals. 
Man kann auch die Werkstätten eines Schmiedes, Wagenmachers, Schuhmachers und eines Holzschuhmachers besuchen. Eine Fotosammlung erinnert an die ‘Watersnoodramp’ (Hochwasserkatastrophe) vom Jahre 1953, bei der Hunderte von Inselbewohnern ertranken.

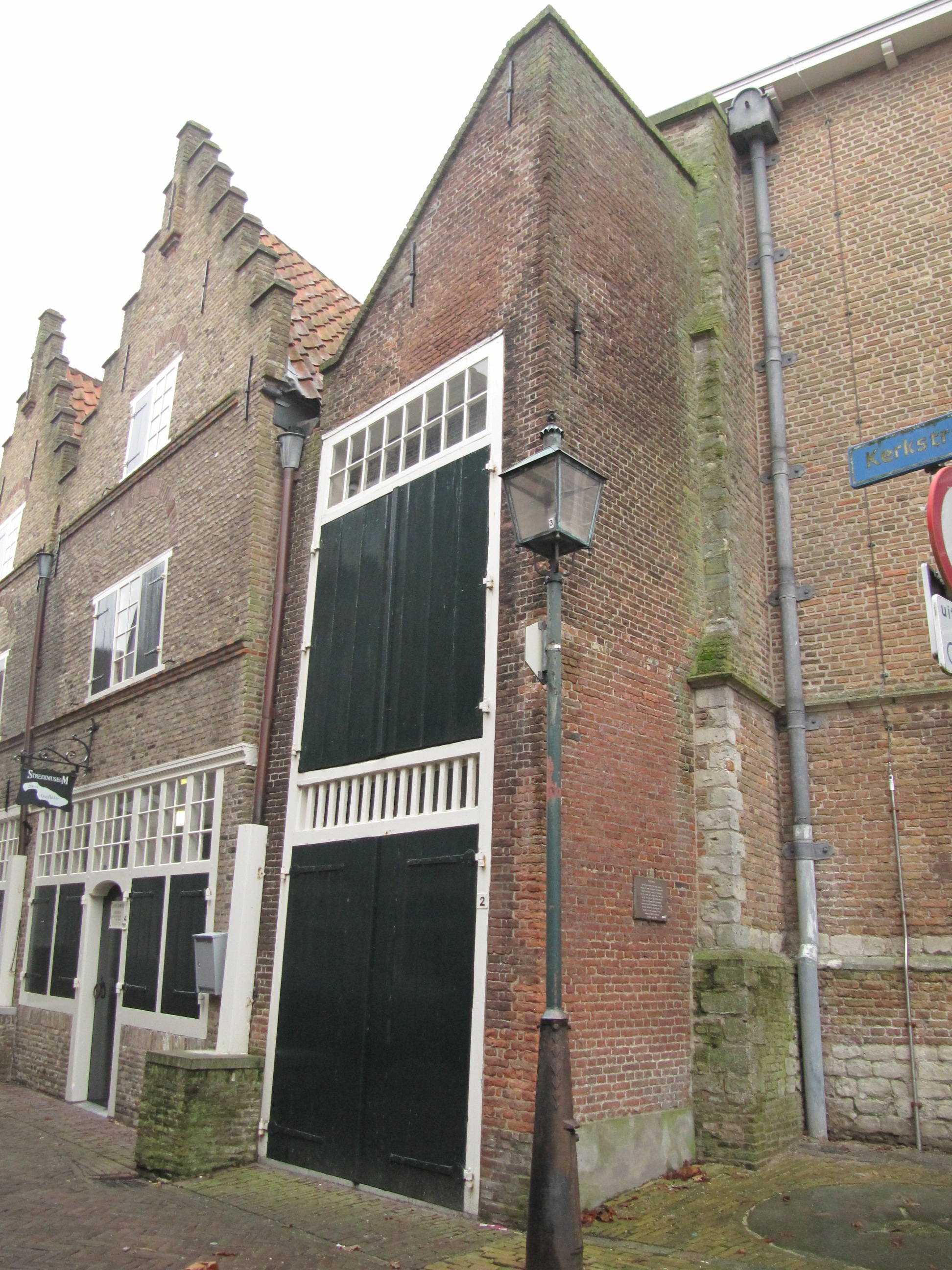
Kerkstraat 2
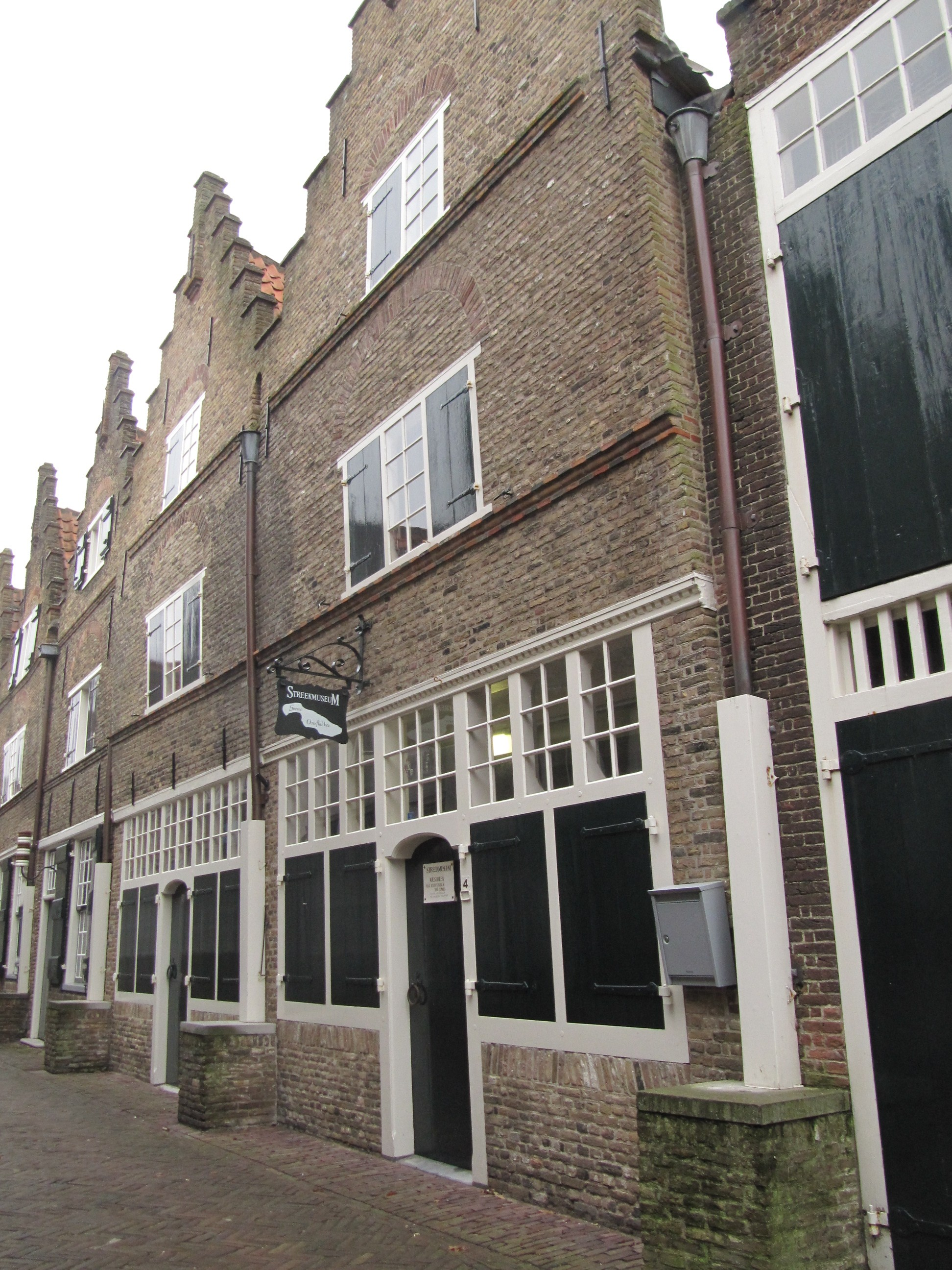
Kerkstraat 4
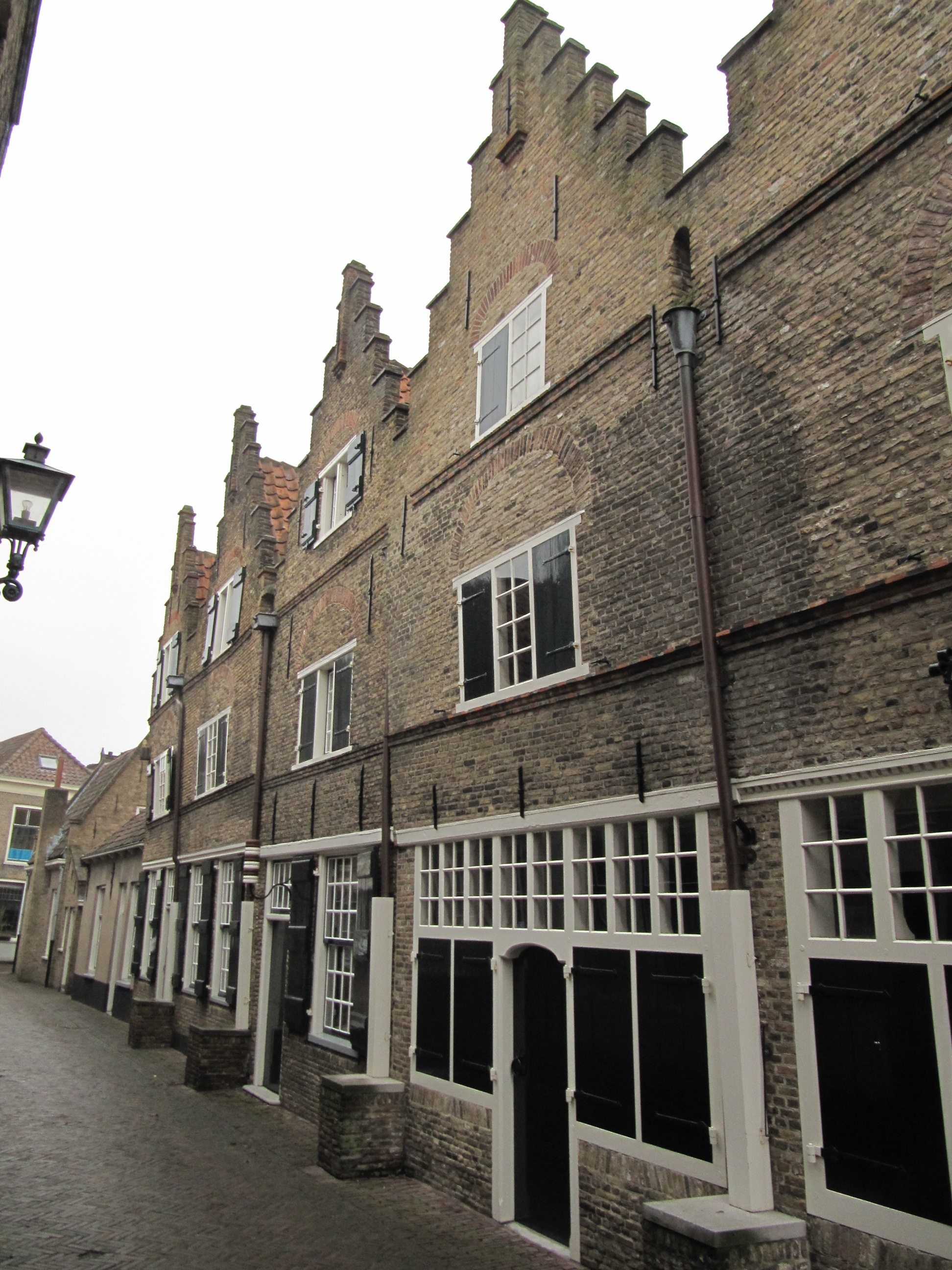
Kerkstraat 6
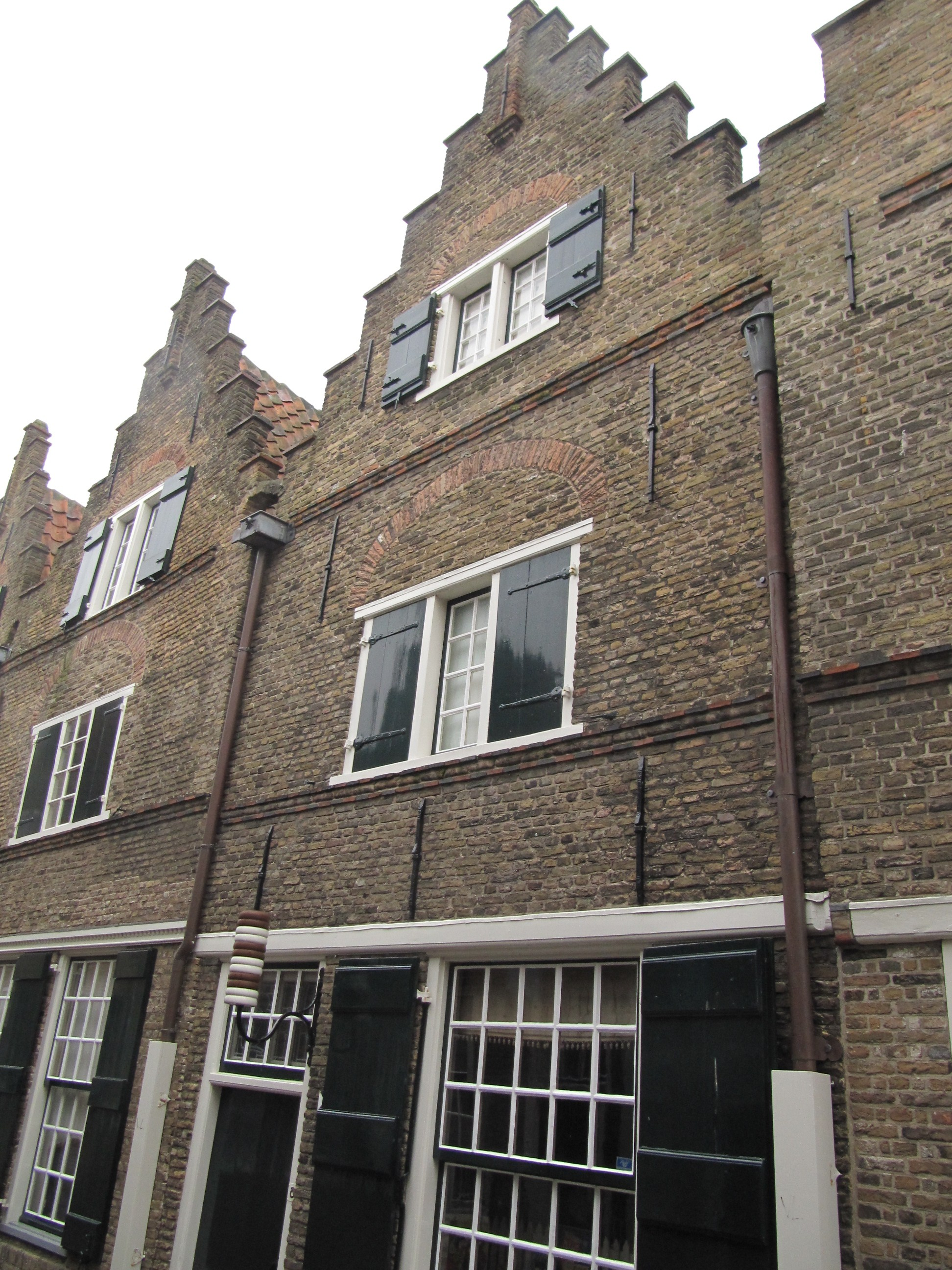
Kerkstraat 8
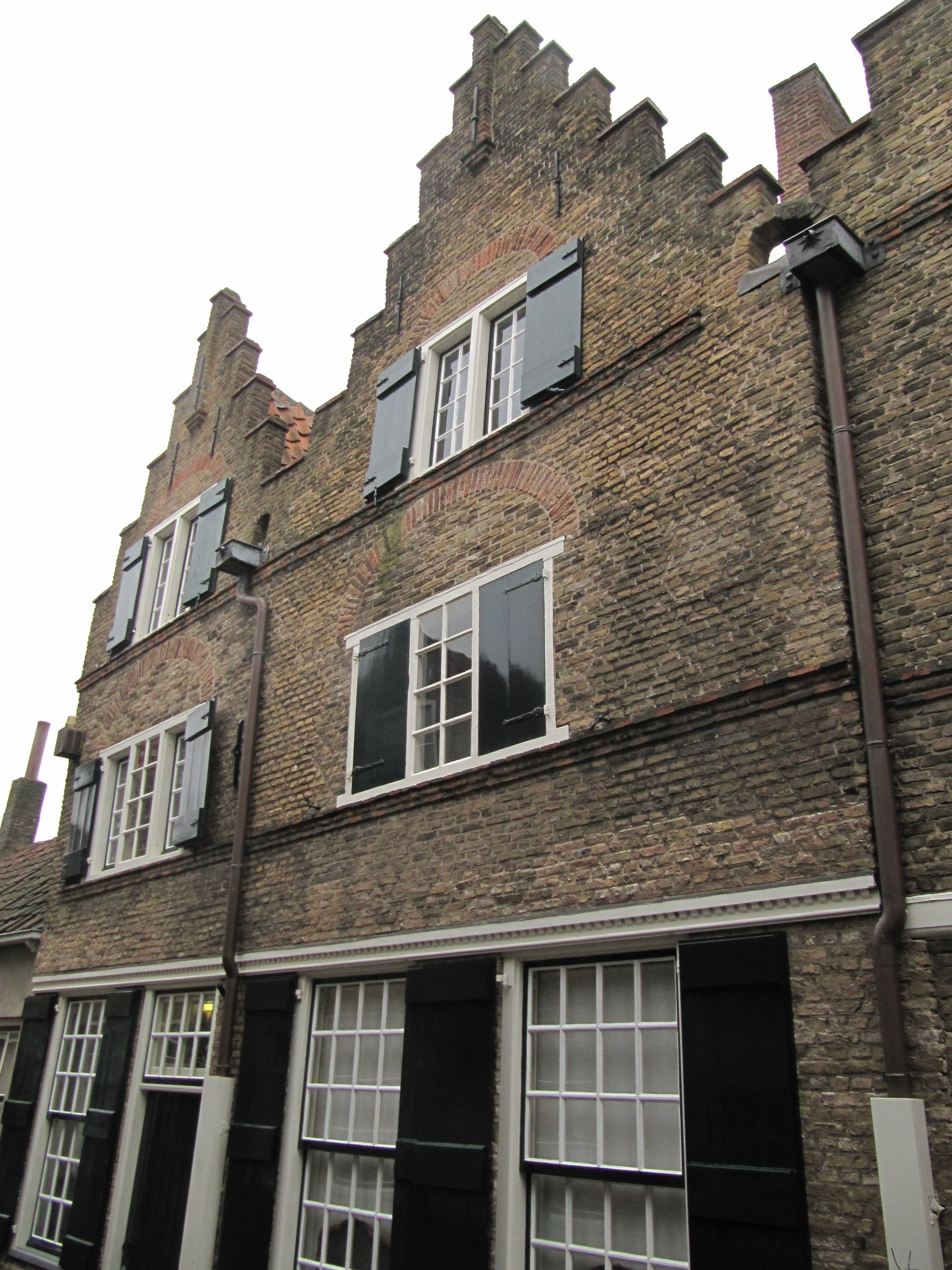
Kerkstraat 10
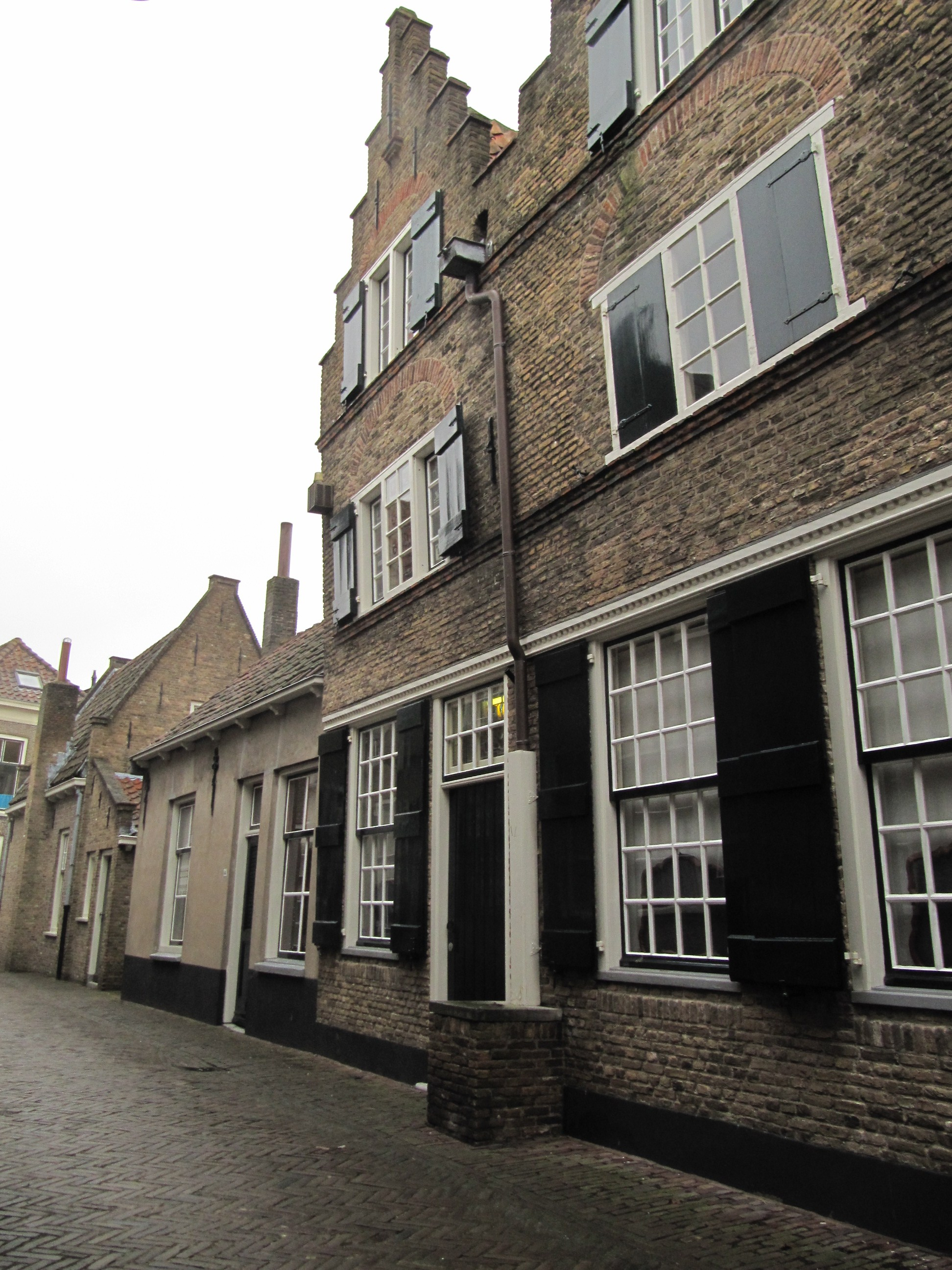
Kerkstraat 12